# Галладжев, Даньял-бек
Даньял-бек Галладжев (1876 — июнь 1920) — полковник Русской императорской армии и армии Азербайджанской Демократической Республики.

## Семья
Даньял-бек Абдулла-бек оглы Галладжев, родился 5 сентября 1874 года в городе Балакен в семье землевладельца. Все шестеро детей Абдулла-бека получили высшее образование. Двое сыновей — Гараали-бек и Муртузали-бек — окончили юридический факультет Петербургского университета, а Башир-бек — факультет восточных языков и права того же университета. Младший сын — Магомед-бек — окончил агрономический факультет Московской сельскохозяйственной академии, впоследствии став Героем Социалистического Труда. Дочь Марьям была выпускницей Тифлисского женского института святой Нины.

## Военная карьера
Общее образование получил в Ставропольском реальном училище. В августе 1895 года поступил в Михайловское артиллерийское училище в Санкт-Петербурге. Окончивший учебное заведение по первому разряду в августе 1897 года подпоручик Галладжев направляется в 39-ю артиллерийскую бригаду 1-го Кавказского армейского корпуса, расквартированную в Александрополе. Службу начал в должности младшего офицера 1-й батареи. Галладжев прослужил в бригаде более десяти лет. На 1 января 1909 года штабс-капитан.
Первую мировую войну капитан Галладжев встретил в должности старшего офицера 1-й батареи 1-го Кавказского стрелкового артиллерийского дивизиона. Высочайшим приказом от 9 июня 1915 года получил мечи к имевшемуся ордену Св. Станислава 2-й ст. 11 июня того же года капитан Галладжев был удостоен ордена Св. Владимира 4-й ст. с мечами и бантом. После полученного ранения в 1915 году был командирован на лечение. Жил в Балакене, на родине своих предков. Службу в российской армии завершил в чине полковника.
В армии Азербайджанской Демократической Республики служил в должности командира 1-й артиллерийской бригады. После установления советской власти в Азербайджане принимал участие в антисоветском Гянджинском восстании. После подавления восстания был арестован и содержался в тюрьме, где и умер в июне 1920 года.